# Карали
Карàли е село в Северна България, община Габрово, област Габрово.

## География
Село Карали се намира на около 10 km североизточно от центъра на град Габрово и 7 km запад-югозападно от Дряново. Разположено е в източната част на платото Стражата, върху терен с общ наклон на юг. Надморската височина в северния край на Карали достига около 530 m, а в южния намалява до около 480 m. През село Карали минава общински път от село Лесичарка, който след Карали продължава през село Костенковци на североизток към връзка с третокласния републикански път III-4041 (Севлиево – Дряново).

## История
През 1966 г. дотогавашното населено място колиби Каралите е преименувано на Карали, а през 1995 г. колиби Карали придобива статута на село.

## Население
Населението на село Карали наброява 86 души при преброяването към 1934 г., намалява до 16 към 1985 г. и до 5 души (по текущата демографска статистика за населението) – към 2019 г.
Преброяване на населението през 2011 г.
Численост и дял на етническите групи според преброяването на населението през 2011 г.:
|                     | Численост | Дял (в %) |
| Общо                | 3         | 100,00    |
| Българи             | 3         | 100,00    |
| Турци               | 0         | 0,00      |
| Цигани              | 0         | 0,00      |
| Други               | 0         | 0,00      |
| Не се самоопределят | 0         | 0,00      |
| Неотговорили        | 0         | 0,00      |

## Галерия
- Църквата в Карали, преди 1945 г.